# Sophia Domancich

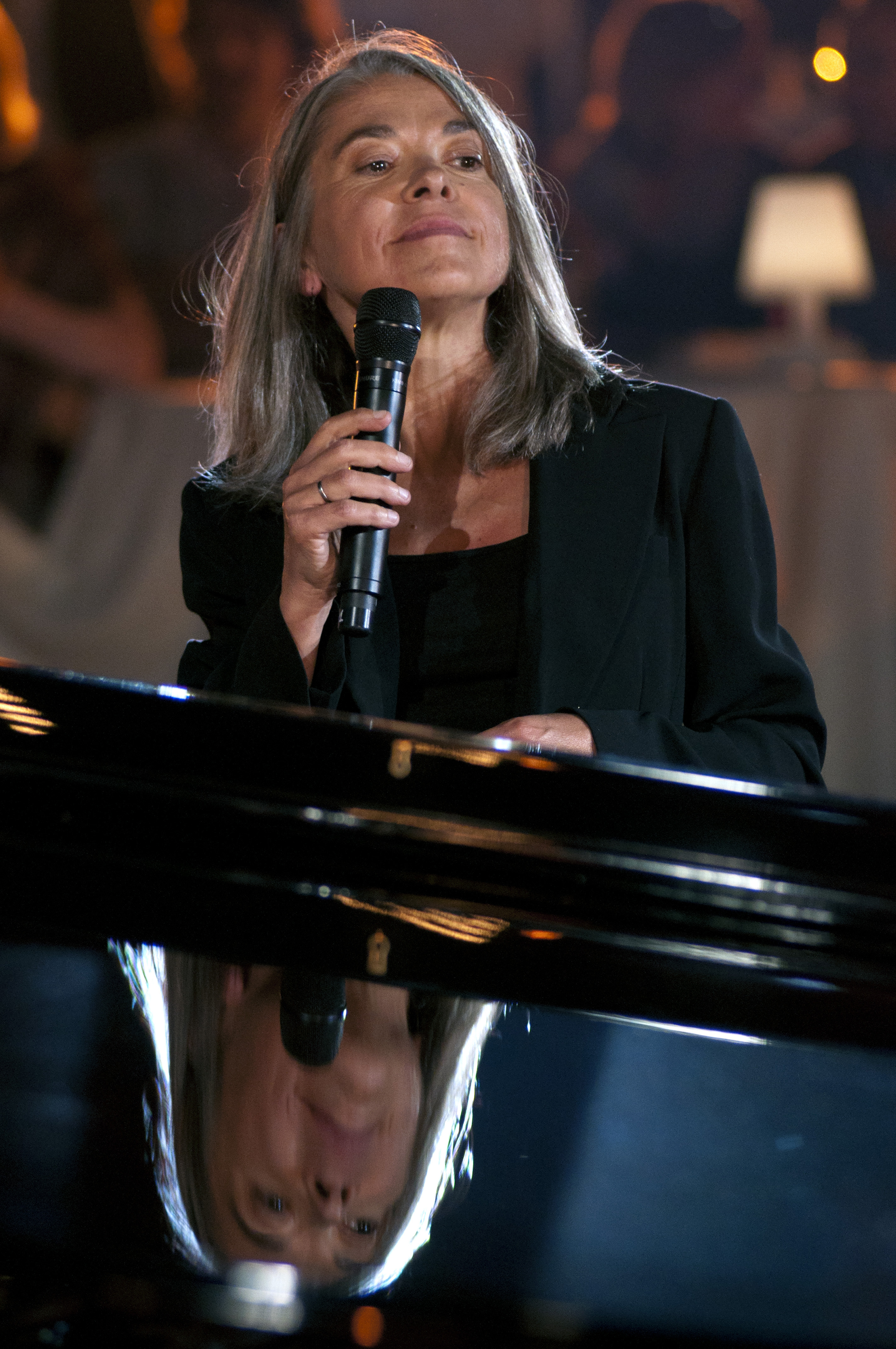
Sophia Domancich (2011)

Sophia Domancich (* 25. Januar 1957 in Paris) ist eine französische Jazzpianistin und Komponistin.

## Leben und Wirken
Domancich begann mit sechs Jahren Klavier zu lernen und besuchte 1968 bis 1975 das Konservatorium CNSMDP in Paris (erste Preise in Klavier und Kammermusik). Danach arbeitete sie zunächst als Begleiterin im Gesangs- und Tanzunterricht, z. B. an der Oper in Paris und dem Theater von Caen. 1979 hatte sie ihre ersten Kontakte zum Jazz. Sie spielte mit Steve Lacy, Bernard Lubat und Jean-Louis Chautemps und ab Anfang der 1980er Jahre im Duo mit sowie in der Big Band Lumiére von Laurent Cugny und in der Big Band Quoi D’Neuf Docteur? (mit Steve Grossman, Glenn Ferris, Jack Walrath). 1983 kam sie in Kontakt mit Musikern der englischen Canterbury-Szene, Elton Dean, Hugh Hopper und Pip Pyle. Mit Pyle, mit dem sie auch mehrere Jahre zusammenlebte, gründete sie 1984 L’Equip Out, die auch zwei Aufnahmen machte und mit denen sie bis 1991 spielte. Sie spielte auch im Trio Davenport und im Quartet Hors-Série, bevor sie mit dem Bassisten Paul Rogers und dem Schlagzeuger Bruno Tocanne bzw. später Tony Levin ihr eigenes Trio bildete, das bis 1999 bestand und mit dem sie vier Alben (meist mit eigenen Kompositionen) einspielte. Daneben trat sie auch Solo auf. 1997 bis 2000 war sie unter Didier Levallet Pianistin im Orchestre National de Jazz. In den 1990er Jahren begann auch eine Zusammenarbeit mit John Greaves (mit dem sie auch 2002 im Trio mit Vincent Courtois Trouble with happiness aufnahm) sowie mit Simon Goubert, der Mitglied ihres Quintetts Pentacle ist und umgekehrt sie Mitglied seines Quartetts. Weitere Mitglieder des 2003 gegründeten Pentacle sind Claude Tchamitchian, Michel Marre und Jean-Luc Cappozzo. Bis 2007 produzierte das Quintett zwei Alben. 2003 war sie Teil der Gruppe Soft Bound mit Elton Dean, Hugh Hopper (Ex-Mitglied von Soft Machine) und Goubert. Auch bildete sie ein Trio mit Ramón López und Joëlle Léandre. 2007 veröffentlichte sie ein Duo-Album mit Goubert (You Don’t Know What Love Is), mit dem sie 2010 auch das Album Snakes & Ladders vorlegte. Zu hören ist sie auch auf Octobres (2022) des Sylvain Kassap Sextet.
1999 erhielt sie als erste Frau den Prix Django Reinhardt. Ihre Schwester Lydia Domancich ist ebenfalls Jazzpianistin.

## Diskographische Hinweise
- L'annee des treize lunes (Seventh, 1994, mit Paul Rogers & Tony Levin)
- La part des anges (Gimini, 1997, mit Paul Rogers & Tony Levin)
- Pentacle (Sketch, 2003, mit Jean-Luc Cappozzo, Michel Marre, Claude Tchamitchian, Simon Goubert)
- Sophia Domancich, Jean-Jacques Avenel, Simon Goubert Dag (Cristal, 2007)
- Pentacle Triana Moods (Cristal, 2007, mit Jean-Luc Cappozzo, Michel Marre, Claude Tchamitchian, Simon Goubert)
- Sophia Domancich / Hamid Drake / William Parker  Washed Away, Live at the Sunside  (Marge, 2008)
- Lilienmund (2010), mit Raphael Marc
- Pentacle En hiver comme au printemps (Sansbruit, 2017, mit Jean-Luc Cappozzo, Michel Marre, Sébastien Boisseau, Simon Goubert)
- SO (Sansbruit, 2017, solo piano)

## Lexikalischer Eintrag
- Philippe Carles, André Clergeat, Jean-Louis Comolli: Le nouveau dictionnaire du jazz. Édition Robert Laffont, Paris 2011; ISBN 978-2-221-11592-3